# لوسيت فالنسي
لوسيت فالنسي هي مؤرخة فرنسية ولدت تحت اسم لوسيت شملة في تونس  عام 1936.

## سيرة شخصية
ولدت لأبوين يهوديين تونسيين، وأمضت طفولتها ومراهقتها في تونس. بعد حصولها على شهادتها في التاريخ من جامعة السوربون عام 1958، أصبحت أستاذة مشاركة في قسم التاريخ والجغرافيا عام 1963 ثم دكتورة دولة في التاريخ الحديث عام 1974. انضمت لبعض الوقت إلى الحزب الشيوعي الفرنسي، ثم انخرطت في مناهضة الاستعمار مما جعلها من الداعمين لجبهة التحرير الوطني الجزائرية واللجنة الوطنية الفيتنامية.
بدأت حياتها المهنية كأستاذة وباحثة في تونس بين 1960 و1965. بعد هذه التجربة في شمال إفريقيا، عملت على التوالي محاضرة في جامعة باريس الثامنة بين عامي 1969 و1978، ثم مديرة للدراسات في مدرسة الدراسات العليا في العلوم الاجتماعية (باريس)، حيث أدارت مركز البحوث التاريخية من عام 1992 حتى عام 1996 قبل إنشاء وإدارة معهد دراسات الإسلام ومجتمعات العالم الإسلامي من 2000 إلى 2002. كما أنها لا تزال عضوًا مشاركًا في مركز البحوث التاريخية.
في1979، هي واحدة من 34 موقعًا على الإعلان الذي كتبه ليون بولياكوف وبيير فيدال ناكيه لنقد وتفكيك خطاب الإنكار التاريخي لروبرت فوريسون.
لديها ابنة، اسمها جين، بالإضافة إلى حفيدين: إيلي رودرمان وغابرييل رودرمان.

## المنشورات
- المغرب العربي قبل الاستيلاء على الجزائر العاصمة ، باريس ، فلاماريون ، 1969 [15]
- الفلاح التونسيون: الاقتصاد الريفي والحياة الريفية في 18 19عشر قرون ، باريس ، موتون ، 1977 [16]
- عشية الاستعمار: شمال إفريقيا قبل الفتح الفرنسي ، منشورات لندن إفريقيا ، 1982
- آخر اليهود العرب. مجتمعات جربة ، تونس دار هارموند أكاديمي ، 1984 (آخر اليهود العرب ) ، مترجم تحت عنوان يهود بلاد الإسلام. مجتمعات جربة ، طبعات معاصرة للأرشيف ، 1985 ، بالتعاون مع أبراهام ل. أودوفيتش.[17]
- مذكرات يهودية (مع ناثان واتشل ) ، باريس ، غاليمارد ، 1986 [18]
- خرافات الذاكرة معركة الملوك الثلاثة المجيدة ، باريس ، سويل ، 1992 [19]
- الرحلة إلى مصر : قصص من الشرق والغرب ، باريس ، سويل ، 2002
- L’Islam en dissidence, genèse d’un affrontement. Univers historique. Paris: Le Seuil. 2004. ص. 236. L’Islam en dissidence, genèse d’un affrontement. Univers historique. Paris: Le Seuil. 2004. ص. 236. L’Islam en dissidence, genèse d’un affrontement. Univers historique. Paris: Le Seuil. 2004. ص. 236.
- الإسلام والإسلاموية والغرب: نشأة المواجهة (مع غابرييل مارتينيز جروس ) ، باريس ، سويل ، 2004
- البندقية والباب العالي: ولادة المستبد هاشيت 2005
- مردخاي ناجيار: التحقيق مع مجهول ، باريس ، ستوك ، 2008 [20]
- هؤلاء الغرباء المألوفون ، باريس ، بايوت ، 2012
- يهود ومسلمون في الجزائر ، باريس ، تالاندير ، 2016

## التكريمات
- فارس وسام جوقة الشرف.
- قائد وسام السعفات الأكاديمية.
- ضابط الوسام التونسي للاستحقاق الثقافي .[21]

## مذكرات و مراجع
1. ↑   http://www.bibliomonde.com/auteur/lucette-valensi-450.html. اطلع عليه بتاريخ 2016-02-15. {{استشهاد ويب}}: |url= بحاجة لعنوان (مساعدة) والوسيط |title= غير موجود أو فارغ (من ويكي بيانات) (مساعدة)
2. ↑   http://www.editionschandeigne.fr/showauthor.aspx?ID=1422. اطلع عليه بتاريخ 2016-02-15. {{استشهاد ويب}}: |url= بحاجة لعنوان (مساعدة) والوسيط |title= غير موجود أو فارغ (من ويكي بيانات) (مساعدة)
3. ↑   http://crh.ehess.fr/index.php?674. اطلع عليه بتاريخ 2016-02-15. {{استشهاد ويب}}: |url= بحاجة لعنوان (مساعدة) والوسيط |title= غير موجود أو فارغ (من ويكي بيانات) (مساعدة)
4. ↑   http://www.histoire.presse.fr/actualite/portraits/lucette-valensi-la-fille-de-tunis-01-09-2012-47757. اطلع عليه بتاريخ 2016-02-15. {{استشهاد ويب}}: |url= بحاجة لعنوان (مساعدة) والوسيط |title= غير موجود أو فارغ (من ويكي بيانات) (مساعدة)
5. ↑   http://www.theses.fr/1987EHES0062. {{استشهاد ويب}}: |url= بحاجة لعنوان (مساعدة) والوسيط |title= غير موجود أو فارغ (من ويكي بيانات) (مساعدة)
6. ↑   https://www.theses.fr/1989EHES0007. {{استشهاد ويب}}: |url= بحاجة لعنوان (مساعدة) والوسيط |title= غير موجود أو فارغ (من ويكي بيانات) (مساعدة)
7. ↑   https://www.theses.fr/2000EHES0030. {{استشهاد ويب}}: |url= بحاجة لعنوان (مساعدة) والوسيط |title= غير موجود أو فارغ (من ويكي بيانات) (مساعدة)
8. ↑   http://www.histoire.presse.fr/actualite/portraits/lucette-valensi-la-fille-de-tunis-01-09-2012-47757. اطلع عليه بتاريخ 2015-02-15. {{استشهاد ويب}}: |url= بحاجة لعنوان (مساعدة) والوسيط |title= غير موجود أو فارغ (من ويكي بيانات) (مساعدة)
9. ↑  "Lucette Valensi (1936-)". http://www.editionschandeigne.fr. مؤرشف من الأصل في 23 مايو 2021. اطلع عليه بتاريخ 15 février 2016. {{استشهاد ويب}}: تحقق من التاريخ في: |تاريخ الوصول= (مساعدة)
10. ↑  "Lucette Valensi". crh.ehess.fr. مؤرشف من الأصل في 23 مايو 2021. اطلع عليه بتاريخ 15 février 2016. {{استشهاد ويب}}: تحقق من التاريخ في: |تاريخ الوصول= (مساعدة)
11. ↑  "Lucette Valensi". مؤرشف من الأصل في 2021-05-23.
12. ↑  "Lucette Valensi". ehess.fr (بالفرنسية). 19 avril 2014. Archived from the original on 23 مايو 2021. {{استشهاد ويب}}: تحقق من التاريخ في: |تاريخ= (help)
13. ↑  Valérie Igounet (2000). Histoire du négationnisme en France. La Librairie du XX{{{2}}} قرن (بالفرنسية). Paris: Le Seuil. p. 237. ISBN:2-02-035492-6..
14. ↑  "Home / Edi Rudo Magician" (بالإنجليزية). Archived from the original on 2022-01-12. Retrieved 2022-02-14.
15. ↑  André Miquel (1970). "L. Valensi, Le Maghreb avant la prise d'Alger". Annales. Économies, Sociétés, Civilisations (بالفرنسية). 25 (3): 758-759. Archived from the original on 2022-02-14.
16. ↑  Mohamed Arkoun (1979). "Lucette Valensi,Fellahs tunisiens : l'économie rurale et la vie des cam pagnes aux XVIIIe et XIXe siècles". Annales. Économies, Sociétés, Civilisations (بالفرنسية). 34 (3): 626-629. Archived from the original on 2022-02-14.
17. ↑  Voir un compte rendu ici : https://www.erudit.org/fr/revues/as/1987-v11-n2-as514/006428ar/ نسخة محفوظة 2022-01-20 على موقع واي باك مشين.
18. ↑  Martine Cohen (1988). "Valensi (Lucette) Wachtel (Nathan) Mémoires juives". Archives de sciences sociales des religions (بالفرنسية). 65 (2): 308-309. Archived from the original on 2022-02-13.
19. ↑  Sebti Abdelahad (1995). "Lucette Valensi, Fables de la mémoire. La glorieuse bataille des Trois Rois". Annales. Histoire, Sciences Sociales (بالفرنسية). 50 (5): 1279-1283. Archived from the original on 2022-02-14.
20. ↑  "Lucette Valensi : sur les traces de l'insaisissable Mardochée Naggiar". lemonde.fr (بالفرنسية). 10 avril 2008. Archived from the original on 11 أبريل 2021. {{استشهاد ويب}}: تحقق من التاريخ في: |تاريخ= (help)
21. ↑  "L'Ordre tunisien du Mérite culturel en brillant éclat à Paris". leaders.com.tn. 25 avril 2016. مؤرشف من الأصل في 21 ديسمبر 2021. {{استشهاد ويب}}: تحقق من التاريخ في: |تاريخ= (مساعدة)

## الملاحق

### فهرس
- Thomas Wieder (10 avril 2008). "Lucette Valensi : sur les traces de l'insaisissable Mardochée Naggiar". لو موند. Wieder. اطلع عليه بتاريخ 5 février 2015. {{استشهاد بدورية محكمة}}: تحقق من التاريخ في: |تاريخ الوصول= و|تاريخ= (مساعدة).
- Julie Clarini (20 septembre 2012). "Lucette Valensi : "Du Maroc à l'Inde, les discours enflammés contre le monde occidental n'ont jamais été aussi répandus"". Le Monde. Clarini. اطلع عليه بتاريخ 5 février 2015. {{استشهاد بدورية محكمة}}: تحقق من التاريخ في: |تاريخ الوصول= و|تاريخ= (مساعدة).
- Daniel Bernoud (septembre 2012). "Lucette Valensi, la fille de Tunis". L'Histoire ع. 379: 16. Bernoud. اطلع عليه بتاريخ 5 février 2015. {{استشهاد بدورية محكمة}}: تحقق من التاريخ في: |تاريخ الوصول= و|تاريخ= (مساعدة).

### روابط خارجية
- "Bibliographie de Lucette Valensi" (pdf). مدرسة الدراسات العليا في العلوم الاجتماعية. biblio. اطلع عليه بتاريخ 16 février 2016. {{استشهاد ويب}}: تحقق من التاريخ في: |تاريخ الوصول= (مساعدة) — Ouvrages et articles.
- | ضبط استنادي | ضبط استنادي                                                                                                                                                                                                                                                                                                                                                                                                                                                                   |
| ----------- | --- |
| دولية       | - الاسم المعياري الدولي (ISNI) - ملف الضبط الاستنادي الافتراضي الدَّولي (VIAF) - المُعرِّف مُتعدِّد الأوجه (FAST) - دليل الألماس العام - مركز المكتبة الرقمية على الإنترنت (WC Entities) |
| وطنية       | - الملف الاستنادي المتكامِل (GND) - مكتبة الكونغرس (LCNAF) - المكتبة الوطنية الفرنسية (BnF) - مكتبة البرلمان القومي الياباني (NDL) - المكتبة الوطنية الإيطالية (SBN) - قاعدة البيانات الوطنية التشيكية (NLCR AUT) - المكتبة القومية الإسبانية (BNE) - المكتبة القومية البرتغالية (PTBNP) - المَكنز الوطني للمؤلِّفين (NTA) - نظام الضبط الاستنادي النرويجي (BIBSYS) - المكتبة القومية اليونانية (NLG) - المكتبة القومية الإسرائيلية (J9U) - مُعرِّف مكتبات الجامعات الإماراتية (UAE) |
| بحثية       | - مُتصفِّح المعلومات الأكاديمية "سيني" (CiNii) |
| تراجم       | - مكتبة الإسكندرية الجديدة (EGAXA) - نفائس المكتبة القومية الأسترالية (NLA Trove) |
| أخرى        | - النظام الجامعي للتوثيق (IdRef) |
- Ressources relatives à la recherche :
  - Cairn
  - Canal-U
  - Persée